# Ulrich Steinmann (Spion)
Ulrich Steinmann (* 1944), Deckname Wolfgang Schmiedeberg, war ein deutscher Spion der Militärischen Aufklärung der Nationalen Volksarmee (DDR) und Beamter im Bundesministerium der Verteidigung.

## Leben
Steinmann wuchs in einem Dorf in Ost-Sachsen auf. Sein Vater war im Dritten Reich Beamter der Deutschen Reichsbahn gewesen und siedelte 1953 von der DDR in die Bundesrepublik über. Im Herbst 1955 wurde er von seinem Vater mit seiner Mutter und Geschwistern nach Essen geholt. Seine Großeltern und Tante, die er regelmäßig besuchte, blieben in seinem Heimatdorf.
Steinmann absolvierte 1965 das Abitur und begann ein ingenieurwissenschaftliches Studium an der RWTH Aachen. Dort trat er in den Sozialdemokratischen Hochschulbund ein. Für den Grundwehrdienst war er untauglich gemustert worden. 1966 wurde er bei einem Verwandtenbesuch in der DDR von der Militärischen Aufklärung erstmals angesprochen und verpflichtete sich 1967 formell zur Zusammenarbeit. Er wurde von der Militärischen Aufklärung als Agenturischer Mitarbeiter mit dem Decknamen Wolfgang Schmiedeberg und dem Vorgangsnamen Esche geführt. Bei der Hauptabteilung I des Ministeriums für Staatssicherheit (Verwaltung 2000), die für die Absicherung der gesamten Nationalen Volksarmee (NVA) zuständig war, wurde er unter der Registriernummer XV/5455/75 erfasst. Sein Führungsoffizier war Fritz Schulmeyer.
Die Aufklärung verlangte von Steinmann eine Bewerbung bei der Bundeswehr. Dazu begann er sich politisch zu mäßigen und wurde nachrichtendienstlich ausgebildet. Er bewarb sich für die Laufbahn der Offiziere, wurde aufgrund seiner vorherigen Ausmusterung aber abgelehnt. Stattdessen empfahl ihm die Bundeswehr einen Werdegang im Rüstungsbereich der Bundeswehrverwaltung. Er wurde im Herbst 1970 als Referendar für den höheren technischen Verwaltungsdienst in der Fachrichtung Wehrtechnik im Fachgebiet Waffen und Munition eingestellt. Die Laufbahnausbildung beendete er mit einem Staatsexamen, erwarb die Laufbahnbefähigung für den höheren Dienst und wurde Regierungsbauassessor. Nach gut einem Jahr in einer Wehrtechnischen Dienststelle wechselte er 1974 ins Bundesamt für Wehrtechnik und Beschaffung nach Koblenz. 1977 wurde er Referent für Waffen und Munition in der Hauptabteilung Rüstung des Bundesministeriums der Verteidigung auf der Hardthöhe in Bonn. Dort berichtete er der Militärischen Aufklärung über mehrere Rüstungsprojekte, sodass sich der Warschauer Pakt frühzeitig auf diese einstellen konnte. Zuletzt hatte er das Amt eines Regierungsbaudirektors inne.
Am 16. März 1990 unterzeichnete Admiral Theodor Hoffmann, der letzte Minister für Nationale Verteidigung der DDR, den Befehl, die Aufklärungsarbeit einzustellen. Ende März 1990 erhielt Steinmann daher einen Funkspruch, alle konspirativen Materialien zu vernichten. Ende April 1990 wurde er festgenommen, nachdem ein DDR-Geheimdienstler seinen Namen offenbart hatte, und kam in Untersuchungshaft. Der Generalbundesanwalt beim Bundesgerichtshof erhob am 24. Juni 1991 Anklage wegen geheimdienstlicher Agententätigkeit gegen Steinmann und seinen Führungsoffizier Schulmeyer. Das Oberlandesgericht Düsseldorf verurteile Steinmann nach sechs Verhandlungstagen am 25. Juni 1992 zu einer Freiheitsstrafe von sechs Jahren, Schulmeyer zu einem Jahr auf Bewährung. Der Generalbundesanwalt hatte auf sieben Jahre Freiheitsstrafe für Steinmann plädiert. Mit Rechtskraft des Urteils endete sein Beamtenverhältnis auf Lebenszeit unter Verlust des Anspruchs auf Amtsbezeichnung und Ruhegehalt.
Steinmanns Motiv war nicht finanzieller, sondern ideologischer Natur. Nach eigenen Angaben verzichtete Steinmann auf einen Agentenlohn. Seine Familie war in seine Agententätigkeit nicht eingeweiht. Er zählte 1990 zu den zehn wichtigsten Quellen der Militärische Aufklärung der Nationalen Volksarmee.